# 渥美勝吉
渥美 勝吉（あつみ かつよし）は、安土桃山時代の武士。別名に「頸切り源吾」。

## 出自
渥美家（阿澄とも）は元は今川家に仕えていたとされる。のち徳川家康に仕え、源五郎重経と太郎兵衛友吉は姉川の戦いに参加している。友吉は武勇で知られ、姉川の戦いでは槍が折れたのちも素手で奮戦し、さらに数人を討取った。三方ヶ原の戦いにおいて、敗走する徳川軍を守り、四度引き返しては戦いを挑み、浜松城間際にて重経は戦死した。

## 経歴

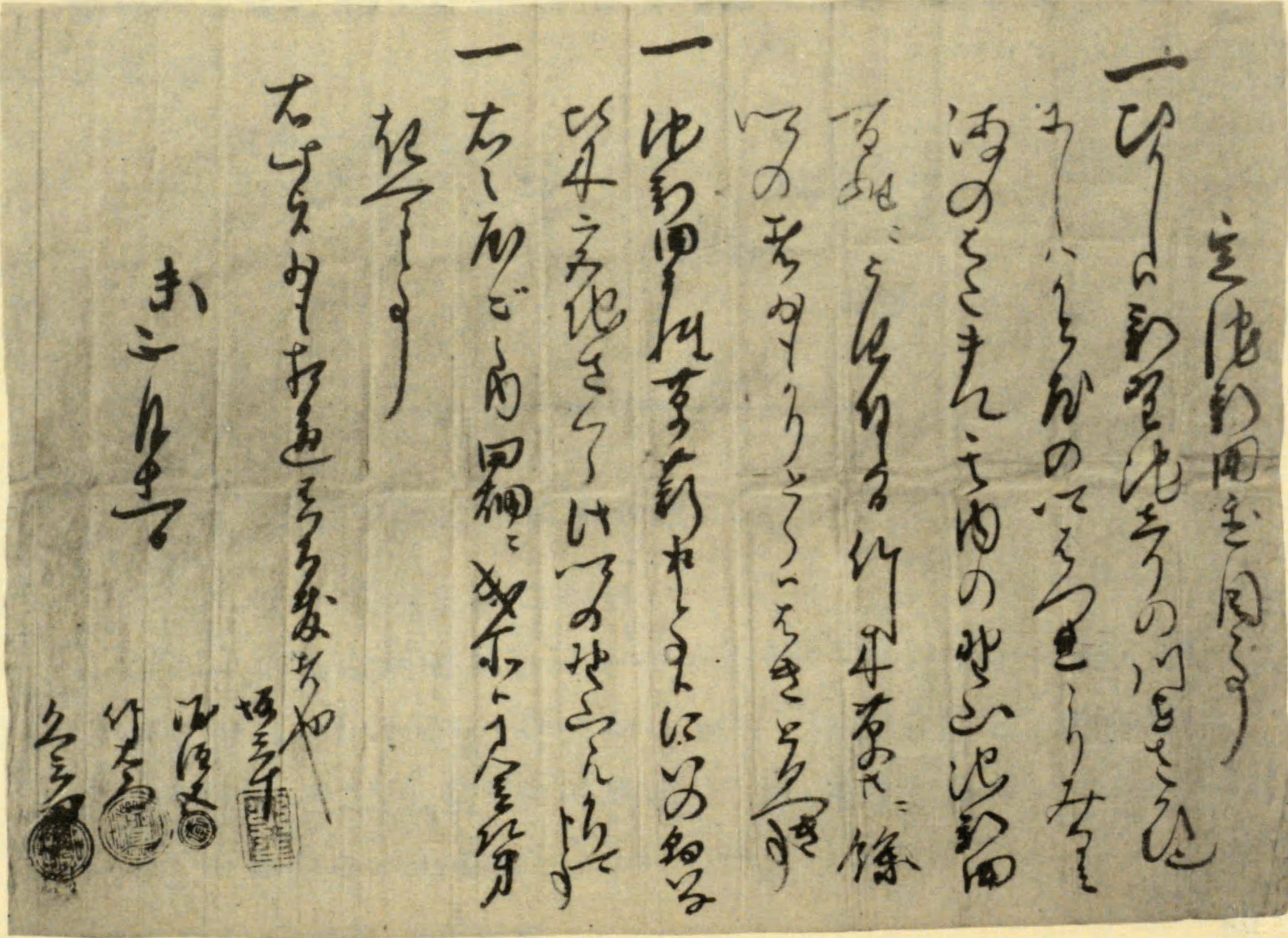
遠江国城飼郡新野池新田に対する掟書（『久世廣宣外三名連署掟』慶長12年1月11日、個人蔵）。坂部広勝、竹田右衛門、久世広宣と連署しており、「渥源五」と記され黒印が押されている

「徳川殿は良い人持ちよ　服部半蔵は鬼半蔵　渡辺半蔵は槍半蔵　渥美源吾は頸切り源吾」と唄われた次代の源五郎（源吾郎）・渥美勝吉は、若き頃より武功者として知られ、槍の達人であり、数々の武功から「頸切り源吾」「首獲り源五」という異名で知られた。遠江国横須賀城主・大須賀康高の与力として徳川家の旗本先手役を務めた。
天正2年（1574年）5月、徳川方であった高天神城に武田勝頼が攻め寄せた、18歳の勝吉ら徳川の遠州勢は、守将の小笠原信興らと2ヶ月間籠城するが、援軍もなく激戦の末に開城した。勝頼は徳川に帰還を希望する将兵は寛大にこれを許した。この中に勝吉も含まれる。
天正6年（1578年）に武田方であった高天神城の抑えとして、家康は康高に命じて横須賀城を築城し、同時に康高の与力として勝吉ら高天神城からの帰還組を配属した。坂部広勝や久世広宣、竹田右衛門などと並び「横須賀七人衆」に数えられ、大須賀勢として各地を転戦した。
天正6年（1578年）11月、高天神城の様子を窺うために源五郎ら数名が斥候に出されたが、同じく斥候として巡回していた武田方の騎馬兵を含めた20余名が遭遇戦となった。この際、源五郎が出合い頭に騎兵2人と徒歩4人を瞬殺したとされ、高天神城近くに「首切り坂」という古跡が残っている。
天正6年（1578年）8月、徳川勢が高天神城下に放火を行い、城からは武田勢が打って出てきたために合戦となった。この際、一番槍久世三四郎（久世広宣）、二番槍渥美源五郎、一番首坂部三十郎（広勝）という働きがあったと伝わる。翌9月に武田勝頼が高天神城への輸送目的に進出してきたため、家康と徳川信康らが馬伏塚城に入城。武田勢は小笠原信興を先鋒として横須賀城に攻め寄せたが、この際も渥美源五郎が一番首をあげた。天正7年（1579年）にも高天神城下に侵入し田畑を焼いて廻り、武田方の城兵と大須賀勢が交戦した。この時も横須賀衆は首級五十七を取り、家康から賞賛されている。天正8年（1580年）、横須賀城が完成し、7月に家康が3千の兵を率いて横須賀城に入り包囲網を敷いたことで、高天神城は孤立無援となった。康高以下横須賀衆750人は対高天神城の主力として中村砦など「高天神六砦」のいくつかを守備した。10月、徳川勢はさらに城を囲む完全包囲の陣を敷き、高天神城は飢餓に苦しみ将兵は続々と倒れて行った。翌天正9年（1581年）3月22日夜、生存していた将兵は城将の岡部元信と共に乾坤一擲の突撃を敢行した。康高や源五郎ら大須賀勢も激戦に参加し、横須賀七人衆の同輩久世広宣は打ち合う剣の火花で敵味方の顔を区別した、と伝わる。城方は壊滅し、これにより高天神城は落城した。
この後も大須賀康高と横須賀七人衆は、徳川麾下の勇猛な精鋭部隊として、各地の戦いに参戦している。
天正17年（1589年）6月の康高の死後も横須賀衆は大須賀氏に配属されたまま、後継の忠政が若いために横須賀衆はその補佐も行った。天正19年（1591年）、忠政は上総国久留里城に転封となり横須賀七人衆もこれに従った。関ヶ原の戦い後に大須賀氏は横須賀の旧領に復帰することとなり、横須賀七人衆も同地に戻った。同時に七人衆には家康からそれぞれ300石が与えられた。
元和元年（1615年）の大坂の陣ののち、忠政の子の忠次が、縁戚で後継者の途絶えた上野館林藩榊原家を相続することとなり、大須賀家に付属していた家臣は榊原家に引き取られる者、他家に仕官する者、徳川直参になる者などに分かれ、大須賀家が廃絶・絶家となった。この際、一部の家臣は郷土である横須賀城周辺に逼塞してしまった。勝吉も一旦は榊原氏の上州館林に移住したとも言われるが、退去し遠江に帰ったと伝わる。この頃、盟友の久世広宣や坂部広勝ら横須賀七人衆など、多くの元・横須賀衆が離脱しており、これは「我々は命じられて大須賀氏の与力となっていただけであり、本来は徳川直参家臣。大須賀氏の家臣ではない（ので、榊原氏家臣団に吸収される筋合いではない）」という、いわゆる筋目の話でもある。横須賀七人衆には家康から各々300石が与えられていた。また、慶長12年（1607年）の大須賀忠政の死後、跡を継いだ忠次が若輩であるため、暫くの名代として大須賀康高の弟である康胤が家中を取り仕切ったが、この康胤と横須賀衆らとの間に諍いがあったという話もある。
元和2年（1616年）6月6日、横須賀にて病死した。60歳であったと伝わる。
嫡男の正勝は忠次に仕えて大坂の陣にも参加している。のち家康に召し出され、元和6年（1620年）に曽根長一ら多くの旧大須賀家臣が附属させられた家康の十男・徳川頼宣に勝吉も仕えることとなったとされる。当初、駿河の家康の下にいた頼宣は、大須賀氏廃絶ののちに空主となっていた横須賀城もその領内であり、頼宣に「横須賀衆」として配属された形である。大坂の陣ののち頼宣には紀州が与えられ、徳川御三家の紀州徳川家となり、渥美家も2千石余を知行した。
紀州の渥美家には、源五郎の馬印（旗指物）が伝わっている。絹製で紺地に金で日の丸を描き、金字で「あつみ源五郎」と大書している。ただし渥美家は代々が「源五郎」であるため、勝吉のものであるかは不明。その他、家康から拝領した兜や采幣、金の陣羽織（長篠の戦いの軍功に対し拝領）が伝わる。
勝吉は青木一重の従兄弟とも伝わる。

## 子孫
勝吉の家督を継いだ正勝には、正明（次男）、安吉（四男）、正方（六男）、同じ横須賀七人衆であった幕府大身旗本の坂部広勝（広勝娘が勝吉室）の養子となった広利、広利の養子となった広通等の男子がいる。嫡男の正明は弟の正方を養子として渥美本家を継いだ。
勝吉 - 正勝 - 正明 - 正方 - （以下、代々紀州藩士）
正方の子の一人、渥美勝之は分家安吉の養子となり、徳川頼宣の三男で西条藩主となった松平頼純に仕えることとなる。紀州の渥美家は代々が源五郎を名乗り藩の要職を務め、幕末には娘が紀州伊達家の伊達千広の室となり、陸奥宗光を産んでいる。

## 逸話
1600年の関ヶ原では先手の斥候を務め、「今日の戦いには勝利する」と報告した。「先方が見えないほどの深い濃霧状態なのに、何を根拠に必勝と言うのか」と反論されると、渥美源吾は「（優勢報告をして士気を挙げることに理由・根拠など必要ない。そもそも）今日もし敗軍となれば、一人も生きて帰ることはできません。つまりそう判断した私の間違いを後々咎める人なぞおりません」と言った。

## 関連人物
- 久世広宣
- 坂部広勝